# André Elissen
André Elissen (ur. 12 lutego 1960 we Frechen) – holenderski polityk, policjant i samorządowiec, deputowany krajowy, poseł do Parlamentu Europejskiego VIII kadencji.

## Życiorys
Kształcił się w szkole średniej, od 1977 pracował w holenderskiej policji. Od 1992 związany z jednostkami zajmującymi się przestępczością narkotykową. Od 2000 był menedżerem projektów prowadzonych m.in. przez ministerstwo sprawiedliwości, założył następnie własne przedsiębiorstwo konsultingowe. Zaangażował się w działalność polityczną w ramach Partii Wolności. W latach 2010–2012 z jej ramienia zasiadał w Tweede Kamer, niższej izbie Stanów Generalnych. W 2014 wybrany na radnego miejskiego w Hadze.
W 2014 bez powodzenia kandydował do Europarlamentu. Mandat europosła VIII kadencji objął jednak w czerwcu 2017 w miejsce Vicky Maeijer. Dołączył do frakcji Europy Narodów i Wolności.